# متفاقمة داء الانسداد الرئوي المزمن

متفاقمة داء الانسداد الرئوي المزمن هو سوء مفاجئ وازدياد مفاجئ في أعراض داء الانسداد الرئوي المزمن مثل (انقطاع النفس وسعال مع البلغم) ويستمر لأيام معدودة. تثار هذه الأعراض بالعدوى البكتيرية والفيروسية أو بواسطة الملوثات البيئية. 75% من الحالات تكون بسبب العدوى (25% بكتيرية، 25% فيروسية، 25% بكتيرية وفيروسية معا). زيادة التهاب مجرى الهواء أثناء المتافقمة يؤدي إلى فرط انتفاخ (Hyperinflation) ونقص في تدفق الهواء أثناء عملية الزفير.
مع تقدم داء الانسداد الرئوي المزمن, تصبح هذه التفاقمات أكثر شيوعا بمعدل ثلاث مرات في السنة على الأقل.

## الأعراض
متفاقمة داء الانسداد الرئوي المزمن مرتبطة إلى حد كبير بزيادة عدد مرات حدوث السعال وحدة السعال. في الغالب تصاحب هذه المتفاقمة زيادة في احتقان الصدر و إحساس بضيق في الصدر وكذلك انقطاع النفس وصفير أثناء التنفس. سيكون هناك زيادة في السعال وتغير في صفات البلغم (الكمية – اللون) , كميل اللون إلى الاصفرار أو الاخضرار و ازدياد كثافة البلغم يرجح كفة البكتيريا أكثر من الفيروسات كمسبب رئيسي للحالة. من مضاعفات هذه المتفاقمة تمزق في مجرى الهواء في الرئتين و الذي بدوره يؤدي إلى استرواح الصدر (Pneumothorax).

## الأسباب
- عدوى الجهاز التنفسي و تعتبر أكثر الأسباب المسببة للمتفاقمة شيوعا. تقريبا معظم الحالات تكون بسبب الفيروسات أو البكتيريا (مثل المستدمية النزلية - Haemophilus influenzae" بالأخص بعد الاستعمال المتكرر للمضادات الحيوية – المكورة الرئوية Streptococcus pneumoniae – الموراكسيلا النزليةMoraxella catarrhalis).
- المستأرجات (Allergens): على سبيل المثال طلع الأزهار, دخان السجائر و التلوث.
- السموم: وتشمل مجموعة مختلفة من المواد الكيميائية.
- تلوث الهواء.

## التشخيص
يعتمد التشخيص بشكل أساسي على وجود الأعراض كزيادة حدة السعال و مصاحبة البلغم للسعال وغيرها من الأعراض المذكورة مسبقا؟
من الوسائل المستخدمة في التشخيص تصوير الصدر بالأشعة السينية بالأخص للمرضى الذين يعانون من ارتفاع درجة الحرارة وبصق الدم الممزوج مع البلغم أثناء السعال بهدف استبعاد الالتهاب الرئوي (Pneumonia) وغيرها من المسببات الأخرى لخروج الدم من الجهاز التنفسي.
وكذلك من الوسائل المستخدمة هو زرع القشع (Sputum culture) الذي بدوره يحدد سلالة البكتيريا المسببة للمرض.

## الوقاية
يمكن منع حدوث المتفاقمة بشكل جزئي لا بشكل كلي, عن طريق منع حدوث المسببات لهذه الحالة. هناك بعض العدوى التي يمكن منع الإصابة بها بأخذ اللقاحات المناسبة مثل المكورة الرئوية (Streptococcus pneumoniae) أو الأنفلونزا.
الاستخدام المنظم لبعض الأدوية المناسبة يقلل قابلية حدوث المتفاقمات مثل:
- ناهضات مستقبلات بيتا 2 مديدة المفعول (long acting betaadrenoceptor agonists)
- مضادات الكولين مديدة المفعول (long-acting anticholinergics)
- كورتيكوستيرويد الاستنشاق (Inhaled corticosteroids)

ومن الوسائل الأخرى إيقاف التدخين والابتعاد عن التدخين السلبي (استنشاق الدخان المنبعث من منتجات التبغ التي يستخدمها الآخرون).

## العلاج

### الأكسجين
يجب أن يبدأ العلاج بإعطاء الأوكسجين إذا هناك انخفاض شديد في معدل الأكسجين في الدم, ويجب أن يعطى بشكل تدريجي لمنع حدوث أي مضاعفات.

### الأدوية
- استنشاق الموسعات الشعب الهوائية التي تفتح مجرى الهواء في الرئتين و تشمل:
  - سالبوتامول (ناهض مستقبلات بيتا 2 قصير المفعول).
  - إبراتروبيوم بروميد (مضاد كولين قصير المفعول).
- المضادات الحيوية تستخدم فقط في حالة الاشتباه بعدوى بكتيرية، ولكن لا تستخدم في حالة العدوى الفيروسية ويكون اختيار المضاد الحيوي المناسب يعتمد على مدى شدة الأعراض المصاحبة للمرض :
  - في حالة كان عمر المريض 65 سنة أو أقل، وعدد مرات حدوث المتفاقمات خلال السنة أقل من أربع مرات، وهناك ضعف بسيط في وظيفة الجهاز التنفسي وليس هناك أي أمراض مصاحبة، في هذه الحالة البكتيريا المسببة على الأرجح هي (المستدمية النزلية " Haemophilus influenzae"– المكورة الرئوية "Streptococcus pneumoniae" – الموراكسيلا النزلية "Moraxellacatarrhalis") :
    1. الاختيار الأول يكون أموكسيسيلين (مضاد بيتا-لاكتام); البديل هو دوكسيسايكلين.

  - في حالة كان عمر المريض أكثر من 65 سنة, وعدد مرات حدوث المتفاقمات خلال السنة أكثر من أربع مرات, وهناك ضعف شديد في وظيفة الجهاز التنفسي, أو المضادات الحيوية السابقة لم تنجح, أو هناك أمراض مصاحبة, البكتيريا المسببة على الأرجح هي البكتيريا سلبية الغرام (Gram-negative bacteria) :

- -     1. الخيار الأول يكون سيفيوروكزيم , البديل هو فلوروكوينولون.
- كورتيكوستيرويد: يقلل الالتهاب في مجرى الهواء مثل: بريدنيزون الذي يؤخذ عن طريق الفم أو الحقن العضلي.

## التنفس الصناعي
يستخدم كالحل الأخير في حالة فشل جميع الوسائل المذكورة أعلاه في السيطرة على المتفاقمة.